# Gangan Comics
Gangan Comics (jap. ガンガンコミックス Gangan komikkusu) – imprint japońskiej firmy Square Enix wydający mangi. Publikuje je w kilku magazynach, przeznaczonych dla różnych grup odbiorców. Na podstawie najpopularniejszych mang z magazynów Gangan Comics często tworzone są serie anime np. Fullmetal Alchemist, Moribito: Guardian of the Spirit, Nabari no Ou i Soul Eater.

## Magazyny

### „Gekkan Shōnen Gangan”
„Gekkan Shōnen Gangan” (jap. 月刊少年ガンガン) – miesięcznik z mangami, mający regularnie ponad 600 stron. Był wydawany przez Enix (teraz Square Enix) i rywalizował z innymi gazetami, takimi jak „Shūkan Shōnen Magazine”, „Shūkan Shōnen Jump” i „Shūkan Shōnen Sunday”, które są skierowane do tej samej grupy odbiorców: shōnen. Wydaje mangi z gatunku akcji i przygody, science fiction i fantasy.
Wybrane tytuły publikowane na łamach czasopisma:
- 666 Satan (Seishi Kishimoto)
- Akuma Jiten (Shinya Suyama)
- B. Ichi (Atsushi Okubo)
- Blade Sangokushi (Ryunosuke Ichikawa, Taiyou Makabe)
- Choko Beast!! (Rin Asano)
- Code Age Archives (Yusuke Naora)
- Doubt (Yoshiki Tonogai)
- Dragon Quest: Eden no Senshitachi (Kamui Fujiwara)
- Dragon Quest Monsters + (Mine Yoshizaki)
- Emblem of Roto  (Kamui Fujiwara)
- Final Fantasy Crystal Chronicles: Hatenaki Sora no Mukou ni (Ryunosuke Ichikawa)
- Fullmetal Alchemist (Hiromu Arakawa)
- Full Moon (Takatoshi Shiozawa)
- Guardian Eito (Mine Yoshizaki)
- Guardian of the Spirit (Nahoko Uehashi(inne języki), Kamui Fujiwara)
- Haré+Guu (Jungle wa Itsumo Hare nochi Gū & Hare Guu) (Renjuro Kindaichi) (2 serie)
- Hazama no Uta (Kaishaku)
- Heroman (Stan Lee, Tamon Ōta)
- Hidamari no Pinyu (Misaki Ogawa)
- Flash! Funny-face Club (Motoei Shinzawa)
- It's a Wonderful World (Shiro Amano) (one-shot)
- Jūshin Enbu (Hiromu Arakawa) (oryginalnie „Gangan Powered”)
- Kimi to Boku (Kiichi Hotta)
- Kingdom Hearts (Shiro Amano)
- Kingdom Hearts: Chain of Memories (Shiro Amano)
- Kingdom Hearts II (Shiro Amano)
- Kingdom Hearts 358/2 Days (Shiro Amano)
- Kurenai Ouji (Souta Kuwabara)
- Luno (Kei Toume)
- Maboroshi no Daichi (Masomi Kanzaki)
- Mahoujin Guru Guru (Hiroyuki Etou)
- Mamotte Shugogetten (Minene Sakurano)
- Matantei Loki (Sakura Kinoshita)
- Material Puzzle (Masahiro Totsuka)
- Megalomania (Daisuke Hiyama)
- Meteo Emblem (Sung-Woo Park)
- Nagasarete Airantō (Takeshi Fujishiro)
- Onikiri-sama no Hakoiri Musume (Akinobu Uraku)
- Ousama no Mimi Okonomimi (Kei Natsumi)
- Papuwa & Nangoku Shōnen Papuwa-kun (Ami Shibata) (2 serie)
- Phantom Dead or Alive (Michiaki Watanabe)
- Saga of Queen Knight (Tomohiro Shimomura)
- Shugen Byakuyū Rubikura (Ryūsuke MIta)
- Soul Eater (Atsushi Ookubo)
- Spiral: Suiri no Kizuna (Eita Mizuno, Kyo Shirodaira)
- Spiral Alive (Eita Mizuno, Kyo Shirodaira)
- Star Ocean: Blue Sphere (Aoi Mizuki)
- Star Ocean: The Second Story (Mayumi Azuma)
- Star Ocean: Till the End of Time (Akira Kanda)
- Straykeys (Tarō Yuzunoki)
- Toaru majutsu no Index (Kazuma Kamachi, Chuuya Kogino)
- Tozasareta Nerugaru (Rumi Aruma)
- Tokyo Fantasy Gakuen Yuushaka: Rua no Noel (Kaishaku)
- Tokyo Underground (Akinobu Uraka)
- Totsugeki! Papparatai (Natsuki Matsuzawa)
- Tripeace (Maru Tomoyuki)
- Twin Signal (Sachi Oshimizu)
- UFO Ultramaiden Valkyrie (Kaishaku)
- Vampire Juuji Kai (Yuri Kimura, Kyo Shirodaira)
- Violinist of Hameln (Michiaki Watanabe)
- Z MAN (Hideaki Nishikawa)

### „Gekkan GFantasy”
„Gekkan GFantasy” (jap. 月刊Gファンタジー Gekkan Jī Fantajī) – japoński magazyn z mangami typu shōnen, znany również jako Gangan Fantasy, publikowany przez Square Enix. Serie są skierowane przede wszystkim do młodych czytelników i z reguły obsadzone są w realiach fantasy. Można w nich zaobserwować wiele cech gatunku supernatural, akcji i/lub horroru.
Wybrane tytuły publikowane na łamach czasopisma:
- 10-4 (Hashiba Maki)
- Cuticle Detective (Mochi)
- D-Drops (Seana)
- Daisuke! (Hasu Kikuzuki)
- Durarara!! (Ryohgo Narita)
- E'S (Satoru Yuiga)
- Fire Emblem: Ankoku Ryū to Hikari no Ken (Maki Hakoda)
- Fire Emblem: Seisen no Keifu (Nattu Fujimori)
- Fire Emblem: Thracia 776 (Yūna Takanagi)
- Gestalt (Yun Kouga)
- Gdy zapłaczą cykady: Księga wielkiej rzezi (Hinase Momoyama, Ryukishi07)
- Gdy zapłaczą cykady: Księga morderczej klątwy (Jiro Suzuki, Ryukishi07)
- Gdy zapłaczą cykady: Księga upływającej nocy (Mimori, Ryukishi07)
- Hanako, duch ze szkolnej toalety
- I, Otaku: Struggle in Akihabara (Sōta-kun no Akihabara Funtōki) (Jiro Suzuki)
- Kamiyomi (Ami Shibata)
- Kuroshitsuji (Yana Toboso)
- Lammermoor no Shounen Kiheitai (Nana Natsunishi)
- Monokuro Kitan (Kusu Rinka)
- Nabari no Ou (Yuhki Kamatani)
- Pandora Hearts (Jun Mochizuki)
- Pani Poni (Hekiru Hikawa)
- Switch (naked ape)
- Teiden Shoujo to Hanemushi no Orchestra (Ninomiya Ai)
- Torikago Gakkyuu (Shin Mashiba)
- Zombie Loan (Peach-Pit)

### „Young Gangan”
Young Gangan (jap. ヤングガンガン Yangu Gangan) – to japoński magazyn z mangami typu seinen publikowany przez Square Enix dwa razy w miesiącu (w pierwszy i trzeci piątek). Po raz pierwszy został wydany 3 grudnia 2004 roku.
Wybrane tytuły publikowane na łamach czasopisma:
- Amigo x Amiga (Takahiro Seguchi)
- Arakawa Under the Bridge (Hikaru Nakamura)
- Bamboo Blade (Aguri Igarashi, Masahiro Totsuka)
- Bitter Virgin (Kei Kusunoki)
- Black God (Sung-Woo Park, Dall-Young Lim)
- Darker than Black: Shikkikou no Hana (Yuji Iwahara)
- Dōsei Recipe (Towa Oshima)
- Drop Kick
- Front Mission Dog Life and Dog Style/ Front Mission The Drive (Yasuo Otagaki)
- Fudanshism (Morishige)
- Hanamaru Yōchien (YUTO)
- Hohzuki Island (Sanbe Kei)
- Jackals (Kim Byung Jin, Shinya Murata)
- Mangaka-san to Assistant-san to (Hiroyuki)
- Mononoke (Ninagawa Yaeko)
- Nikoichi (Renjuro Kindaichi)
- Saki (Ritsu Kobayashi)
- Sekirei (Sakurako Gokurakuin)
- Shikabane Hime (Yoshiichi Akahito)
- Sumomomo Momomo (Shinobu Ohtaka)
- Tentai Senshi Sunred (Makoto Kubota)
- Übel Blatt (Etorouji Shiono)
- Umeboshi (Maya Koikeda)
- Until Death Do Us Part (DOUBLE-S, Hiroshi Takashige)
- Violinist of Hameln: Shchelkunchik (Michiaki Watanabe)
- Working!! (Karino Takatsu)
- Projekt: cosplay (Shinchi Fukuda)

### „Gangan Online”
„Gangan Online” (jap. ガンガンオンライン Gangan Onrain) – to darmowy magazyn internetowy z mangami i light novel, publikowany i uaktualniany przez Square Enix. Został aktywowany 2 października 2008 roku.
Wybrane tytuły publikowane na łamach czasopisma:
- Ai wa Noroi no Nihon Ningyou (Kiki Suihei)
- Alba Rose no Neko (KARASU)
- Asao-san to Kurata-kun (HERO)
- Amanonadeshiko (Haruka Ogataya)
- Aphorism (Karuna Kujo) (oryginalnie „Gekkan Gangan Wing”)
- Barakamon (Satsuki Yoshino)
- Buyuuden Kita Kita (Hiroyuki Etou)
- Chokotto Hime (Ayami Kazama) (oryginalnie „Gekkan Gangan Wing”)
- Cyoku! (Nico Tanigawa)
- En Passant  (Taro Yuzunoki)
- Esoragoto (usi)
- Fractale (Mutsumi Akazaki)
- Gdy zapłaczą cykady: Hirukowashi-hen  (Rechi Kazuki)
- Hyakuen! (Ema Tooyama)
- Karasu-tengu Ujyu (Iwanosuke Neguragi)
- Kyou mo Machiwabite (Ichi Saeki)
- Kyousou no Simulacra (Hideaki Yoshimura)
- Oji-chan Yuusha (Tarou Sakamoto)
- Pochi Gunsō (Mao Momiji, AKIRA)
- Ryuushika Ryuushika (Yoshitoshi Abe)
- Seitokai no Wotanoshimi. (Marumikan)
- Sengoku Sukuna (Nekotama.)
- Shikisou (Akira Kanda)
- Shougakusei Host Pochi (SAORI)
- Tokyo Innocent (Naru Narumi) (oryginalnie „Gekkan Gangan Wing”)
- Wa! (Akira Kojima)

### „Gekkan Gangan Joker”
„Gekkan Gangan Joker” (jap. 月刊ガンガンJOKER Gekkan Gangan Joker) – japoński magazyn poświęcony mandze shōnen. Wydawany przez Square Enix od 22 kwietnia 2009 roku, zastąpił on dwa inne czasopisma tego wydawcy: „Gangan Powered” oraz „Gekkan Gangan Wing”.
Wybrane tytuły publikowane na łamach czasopisma:
- Akame ga Kill! (Takahiro), (Tetsuya Tashiro)
- Book Girl and the Suicidal Mime (Miho Takeoka) (pierwotnie wydawane w „Gangan Powered”)
- Corpse Party: Blood Covered (Team Guriguri) (pierwotnie wydawane w „Gangan Powered”)
- Damekko Kissa Dear (Ryōta Yuzuki)
- Eighth (Izumi Kawachi)
- Hanasaku Iroha
- Himawari (Blank-Note)
- Inu x Boku Secret Service (Cocoa Fujiwara)
- Love x Rob x Stockholm (Hiroki Haruse)
- Kakegurui: Szał hazardu (Tōru Naomura, Homura Kawamoto)
- Manabiya (Akira Kojima)
- Natsu no Arashi! (Jin Kobayashi) (pierwotnie wydawane w „Gekkan Gangan Wing”)
- NEET Princess Terrass (Tomohiro Shimomura)
- Prunus Girl
- rail aile bleue (Kazuyoshi Karasawa)
- Sengoku Strays (Shingo Nanami) (pierwotnie wydawane w „Gekkan Gangan Wing”)
- Seto no Hanayome (Tahiko Kimura) (pierwotnie wydawane w „Gekkan Gangan Wing”)
- Shinigami-sama ni Saigo no Onegai wo (YAMAGUCHI Mikoto)
- Shitsurakuen (Tōru Naomura)
- Tasogare Otome × Amnesia – Niepamięć panny zmierzchu  (Maybe) (znane również jako Dusk Maiden of Amnesia)
- Today's Great Satan II (Yūichi Hiiragi)
- Umineko no Naku Koro ni (Kei Natsumi, Ryukishi07) (pierwotnie wydawane w „Gangan Powered”)
- Watashi ga motenai no wa dō kangaetemo omaera ga warui! (Nico Tanigawa)
- Yandere Kanojo (Shinobi)

## Magazyny, których publikacja została wstrzymana

### „Gangan Powered”
„Gangan Powered” (jap. ガンガンパワード Gangan Pawādo) – japoński magazyn z mangami typu shōnen publikowany przez Square Enix. Ostatni numer magazynu ukazał się 21 lutego 2009 roku, po czym został zastąpiony przez „Gangan Joker”.
Mangi publikowane w „Gangan Powered”:
- Blan no Shokutaku ~Bloody Dining~ (Tsubasa Hazuki, Shogo Mukai)
- Book Girl and the Suicidal Mime (Miho Takeoka)
- Final Fantasy XII (Gin Amou)
- Jūshin Enbu (Hiromu Arakawa)
- HEAVEN (Aoi Nanase)
- Gdy zapłaczą cykady: Księga uprowadzenia przez demony, Księga pokuty, Księga uroczystej pieśni (Karin Suzuragi, Ryukishi07)
- He Is My Master (Asu Tsubaki, Mattsu)
- Nusunde Ri-Ri-Su (TINKER)
- Princess of Mana (Seiken Densetsu: Princess of Mana) (Satsuki Yoshino)
- Shining Tears (Akira Kanda)
- Superior (Ichtys)
- Umineko no naku koro ni (Kei Natsumi, Ryukishi07)

### „Gekkan Gangan Wing”
„Gekkan Gangan Wing” (jap. 月刊ガンガンWING Gekkan Gangan Wing) – japoński magazyn z mangami typu shōnen publikowany przez Square Enix. Ostatni numer magazynu ukazał się 21 marca 2009 roku, po czym został zastąpiony przez „Gangan Joker”.
Mangi publikowane w „Gekkan Gangan Wing”
- Alice on Deadlines (Shiro Ihara)
- Brothers (Yoshiki Naruse)
- Aphorism (Karuna Kujo)
- Ark (Nea Fuyuki)
- Dear (Cocoa Fujiwara)
- Chokotto Hime (Ayami Kazama)
- Enchanter (Izumi Kawachi)
- Fire Emblem Hikari wo Tsugumono (Nea Fuyuki)
- Gdy zapłaczą cykady: Księga dryfującej bawełny i Księga uświadomienia (Yutori Hōjō, Ryukishi07)
- Ignite (Sasa Hiiro)
- Kon Jirushi (Toyotaro Kon)
- Mahoraba (Akira Kojima)
- Majipikoru (Kanoto Kinatsu)
- Natsu no Arashi! (Jin Kobayashi)
- NecromanciA (Hamashin)
- Otoshite Appli Girl (Kako Mochizuki)
- Sai Drill (Izumi Kawachi)
- Sengoku Strays (Shingo Nanami)
- Seto no Hanayome (Tahiko Kimura)
- Stamp Dead (Kanoto Kinatsu)
- Shyo Shyo Rika (Takumi Uesugi)
- Tales of Eternia (Yoko Koike)
- Tenshou Yaoyorozu (Kanoto Kinatsu)
- Tokyo Innocent (Naru Narumi)
- Vampire Savior: Tamashii no Mayoigo (Mayumi Azuma)
- Warasibe (Satoru Matsuba)
- Watashi no Messiah-sama (Suu Mikazuki)
- Watashi no Ookami-san (Cocoa Fujiwara)